# Liste der Biografien/Mayr
Liste der Biografien |
Portal Biografien |
Personensuche
# |
A |
B |
C |
D |
E |
F |
G |
H |
I |
J |
K |
L |
M |
N |
O |
P |
Q |
R |
S |
T |
U |
V |
W |
X |
Y |
Z |
?
 
Ma |
Mb |
Mc |
Md |
Me |
Mf |
Mg |
Mh |
Mi |
Mj |
Mk |
Ml |
Mm |
Mn |
Mo |
Mp |
Mq |
Mr |
Ms |
Mt |
Mu |
Mv |
Mw |
Mx |
My |
Mz
 
Maa |
Mab |
Mac |
Mad |
Mae |
Maf |
Mag |
Mah |
Mai |
Maj |
Mak |
Mal |
Mam |
Man |
Mao |
Map |
Maq |
Mar |
Mas |
Mat |
Mau |
Mav |
Maw |
Max |
May |
Maz
 
Maya |
Mayb |
Mayc |
Mayd |
Maye |
Mayf |
Mayh |
Mayi |
Mayk |
Mayl |
Maym |
Mayn |
Mayo |
Mayr |
Mays |
Mayt |
Mayu |
Mayv |
Mayw
Die Liste der Biografien führt alle Personen auf, die in der deutschsprachigen Wikipedia einen Artikel haben. Dieses ist eine Teilliste mit 234 Einträgen von Personen, deren Namen mit den Buchstaben „Mayr“ beginnt.

## Mayr
- Mayr von Baldegg, Alphons (1789–1875), Schweizer Militär in französischen Diensten
- Mayr von Melnhof, Franz (1810–1889), österreichischer Industrieller
- Mayr von Melnhof, Franz (1854–1893), österreichischer Industrieller
- Mayr, Alex (* 1985), deutsche Sängerin und Multiinstrumentalistin
- Mayr, Alexander (* 2002), österreichischer Fußballspieler
- Mayr, Alois (1938–2014), deutscher Geograph und Hochschullehrer
- Mayr, Aloys (1807–1890), deutscher Mathematiker
- Mayr, Andrea (* 1979), österreichische Langstreckenläuferin und DuathletinAndrea Mayr (* 1979)

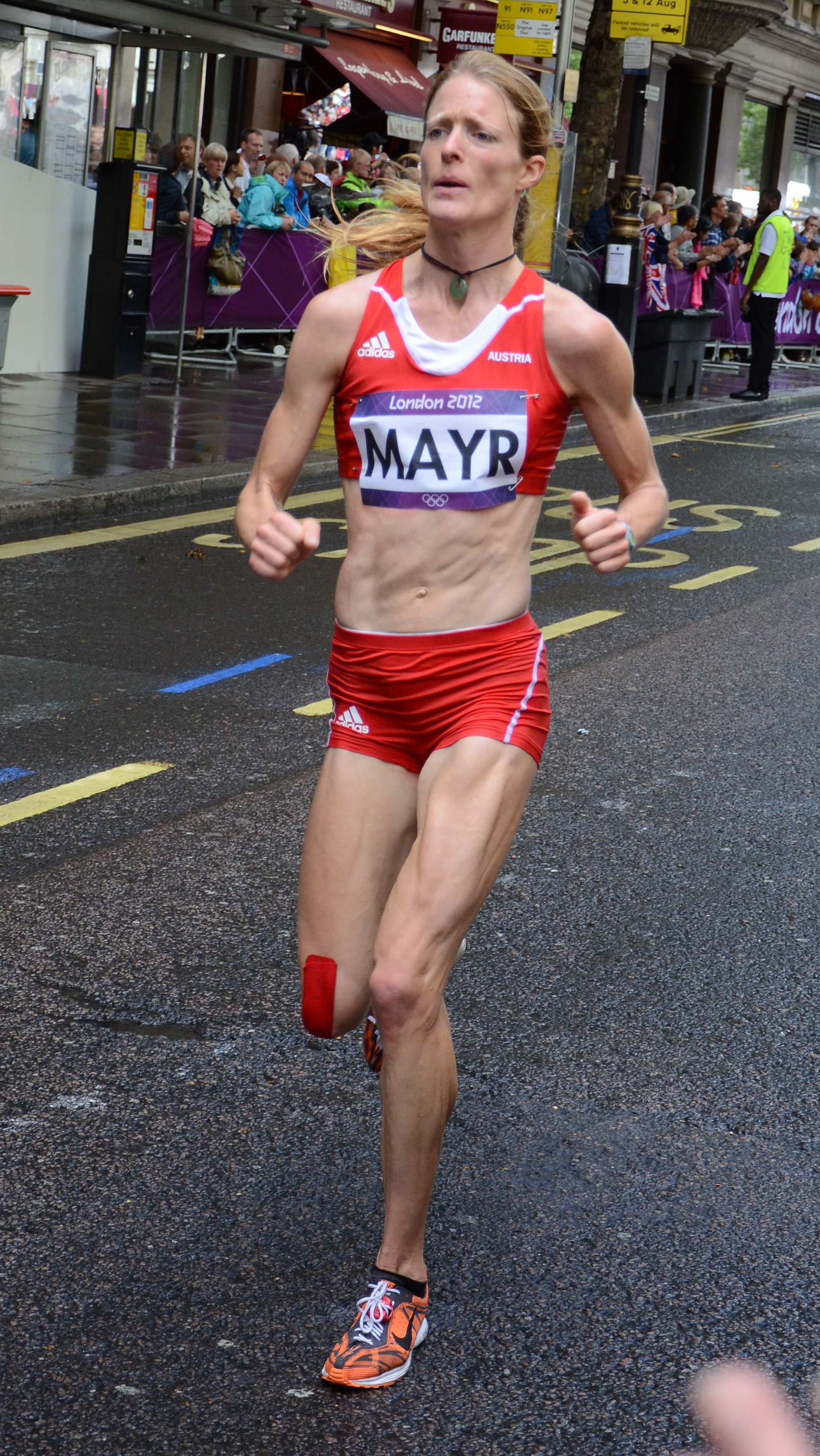
Andrea Mayr (* 1979)

- Mayr, Andreas (1820–1893), deutscher Kirchen- und Historienmaler
- Mayr, Andreas Ferdinand (1693–1764), Salzburger Geigenbauer
- Mayr, Anna (1922–1966), österreichische Politikerin (SPÖ), Vorarlberger Landtagsabgeordnete
- Mayr, Anna (* 1993), deutsche Journalistin
- Mayr, Ansgar (* 1972), deutscher Politiker (CDU), MdL
- Mayr, Anton (1855–1943), österreichischer Lehrer und Historiker
- Mayr, Anton (1922–2014), deutscher Tierarzt
- Mayr, August (* 1892), deutscher Politiker, Müller und Landwirt
- Mayr, Barbara (* 1968), deutsche Jazzsängerin
- Mayr, Beda (1742–1794), deutscher Geistlicher, Theologe und Schriftsteller
- Mayr, Benedikt (1835–1902), deutscher Opernsänger (Tenor) und Opernregisseur
- Mayr, Benedikt (* 1989), deutscher Freestyle-SkierBenedikt Mayr (* 1989)

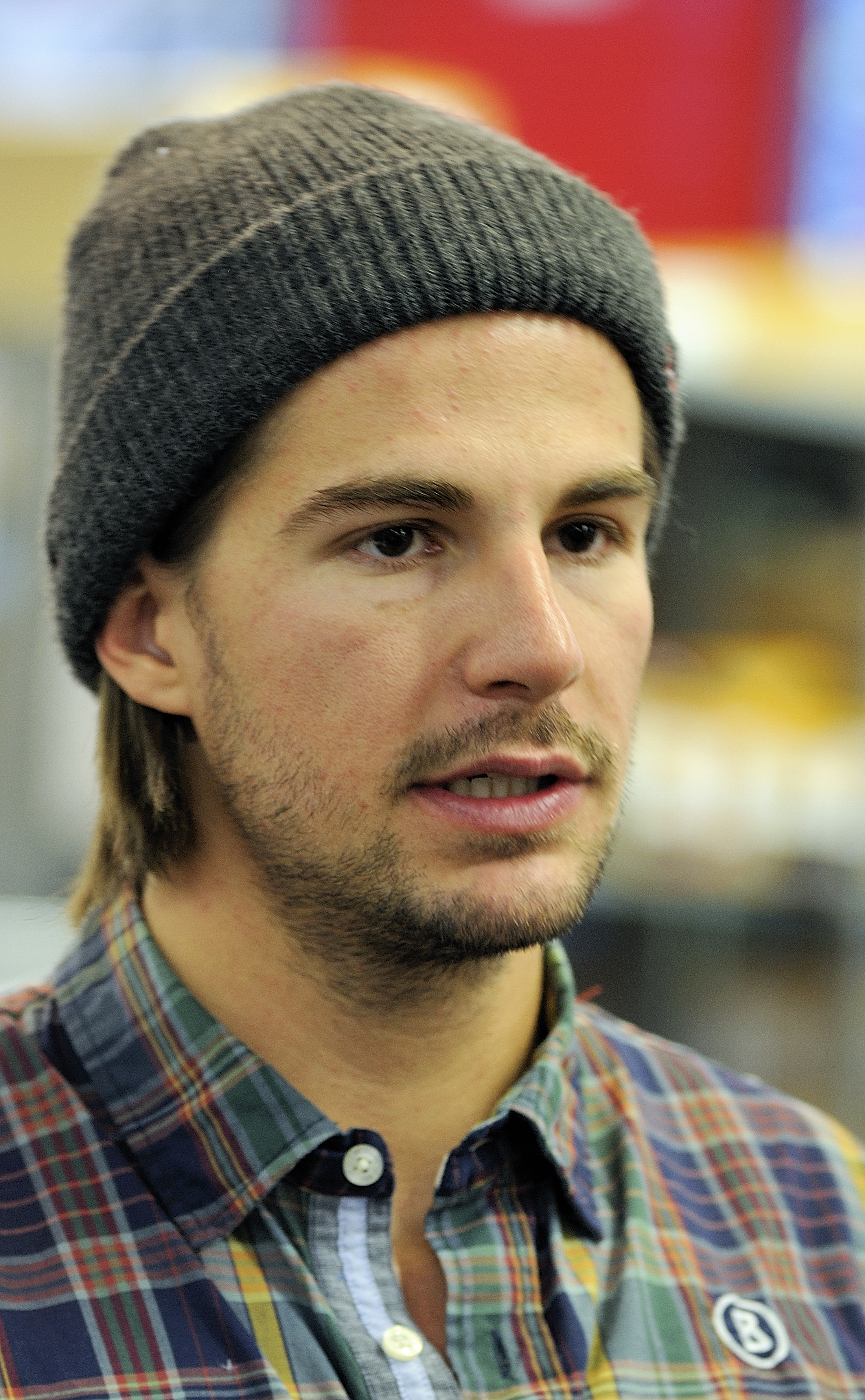
Benedikt Mayr (* 1989)

- Mayr, Bernadette (* 1952), deutsche Quilt-Künstlerin
- Mayr, Bernhard (* 1984), deutscher Ringer
- Mayr, Berthold (1925–2015), österreichischer Theologe, Priester, Historiker, Germanist, Pädagoge und Medienpfarrer
- Mayr, Camilo (* 1991), deutscher Bogenschütze
- Mayr, Carl (1875–1942), österreichischer Trachtendesigner und Wirt
- Mayr, Carlo (1810–1882), italienischer Jurist und Politiker
- Mayr, Christian (* 1976), österreichischer Journalist
- Mayr, Christian (* 1979), deutscher Eishockeyspieler
- Mayr, Christian Friedrich von (1803–1851), deutscher Maler
- Mayr, Christine (* 1956), italienische Politikerin (Südtirol)
- Mayr, Christoph Anton († 1771), österreichischer Kirchenmaler
- Mayr, Daniel (* 1995), deutscher Basketballspieler
- Mayr, Elisabeth (* 1996), deutsch-österreichische Fußballspielerin
- Mayr, Elli (* 1983), österreichische Politikerin (SPÖ)
- Mayr, Engel (* 1984), österreichischer Musiker
- Mayr, Erasmus (* 1979), deutscher Philosoph und Hochschullehrer
- Mayr, Ernst (1904–2005), deutsch-amerikanischer BiologeErnst Mayr (1904–2005)

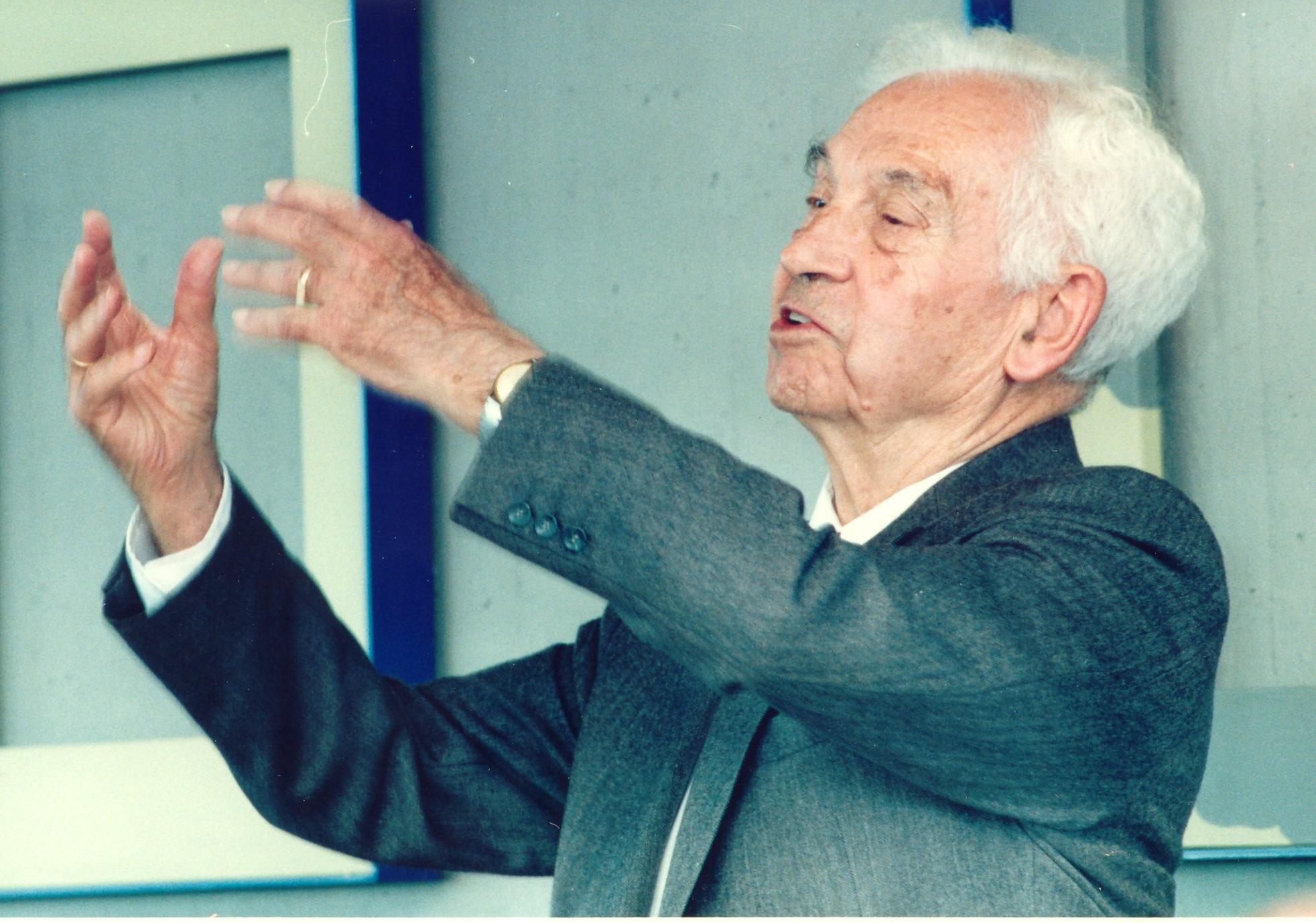
Ernst Mayr (1904–2005)

- Mayr, Ernst (* 1950), deutscher Informatiker
- Mayr, Erwin (1899–1969), österreichischer Saatgutforscher, Pflanzenzüchter und Getreideökologe
- Mayr, Eugen (1871–1936), württembergischer Oberamtmann
- Mayr, Evelyn (* 1989), italienische Tennisspielerin
- Mayr, Felix (* 1995), Schweizer Schauspieler
- Mayr, Franz (1779–1847), österreichischer Industrieller
- Mayr, Franz (1814–1863), österreichischer Kinderarzt, kaiserlicher Leibarzt und Hochschullehrer
- Mayr, Franz (1865–1914), österreichischer römisch-katholischer Missionspriester
- Mayr, Franz (1890–1952), deutscher Jurist, Regierungspräsident, Polizeipräsident und SS-Führer
- Mayr, Franz (1915–1985), österreichischer Politiker (ÖVP), Abgeordneter zum Nationalrat
- Mayr, Franz Alois (1723–1771), deutscher Kirchenbaumeister
- Mayr, Franz von Paula (1778–1845), deutscher Maler
- Mayr, Franz Xaver (1875–1965), österreichischer Arzt
- Mayr, Franz Xaver (1887–1974), deutscher Geistlicher, Paläontologe und Hochschullehrer
- Mayr, Franz Xaver von (1756–1838), österreichischer Tuchhändler und Mäzen
- Mayr, Friedrich (1929–2019), österreichischer Stahlschneider, Graveur und Briefmarkenkünstler
- Mayr, Fritz (1940–2020), deutscher Volksmusiker und Komponist
- Mayr, Fritz Gerhard (1931–2024), österreichischer Architekt
- Mayr, Georg (1820–1891), römisch-katholischer Priester, 1. Präses des Gesellenvereins München-Zentral
- Mayr, Georg (1912–1980), deutscher Kommunalpolitiker (SPD)
- Mayr, Georg von (1841–1925), deutscher Statistiker und Volkswirt
- Mayr, Gerald, deutscher Ornithologe und Paläontologe
- Mayr, Gerhard (* 1959), österreichischer Trabrennfahrer
- Mayr, Gesa (* 1986), deutsche Journalistin
- Mayr, Gunter (* 1972), österreichischer Jurist und Bundesminister für FinanzenGunter Mayr (* 1972)

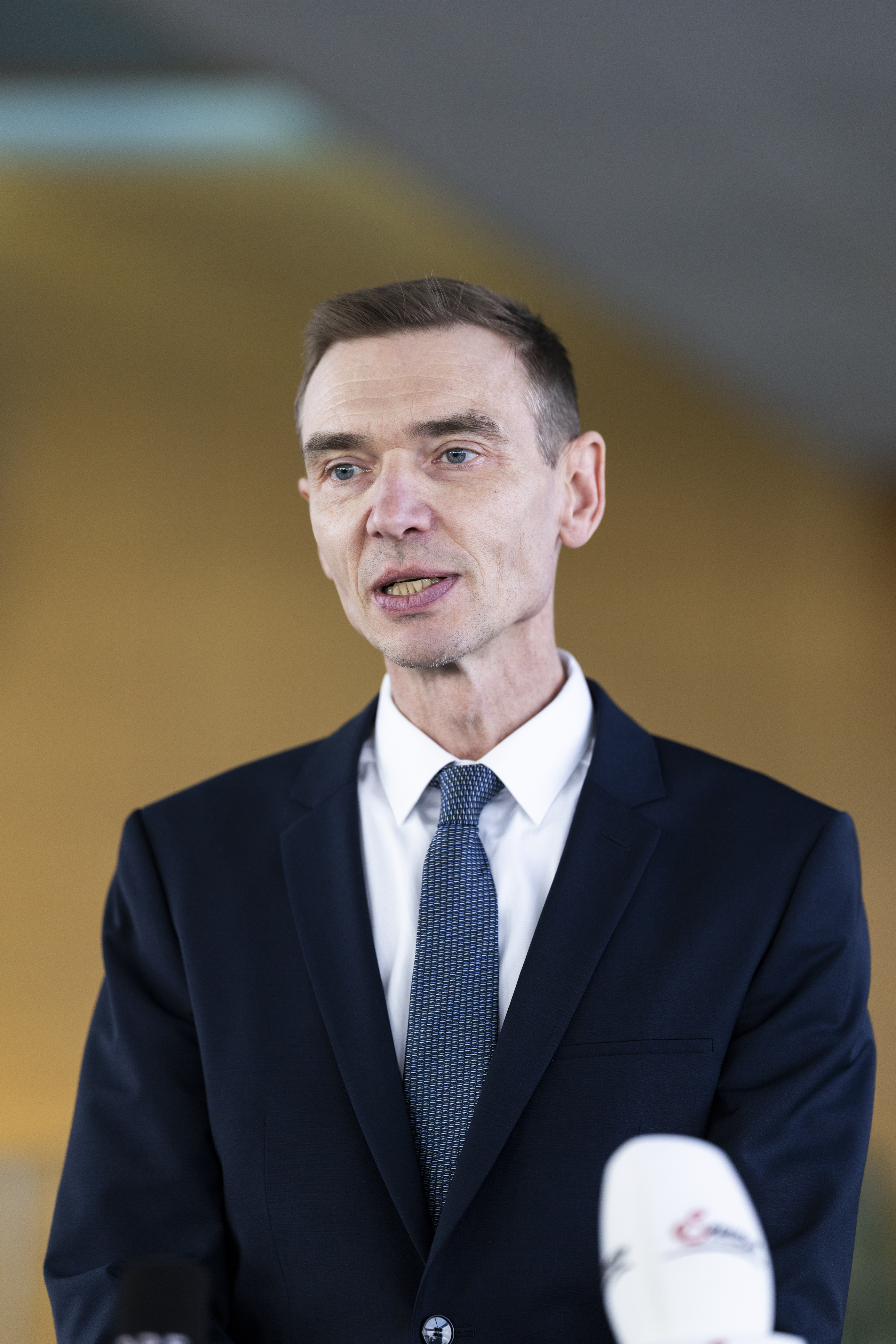
Gunter Mayr (* 1972)

- Mayr, Günther (* 1966), österreichischer Fernsehmoderator, Journalist und BuchautorGünther Mayr (* 1966)

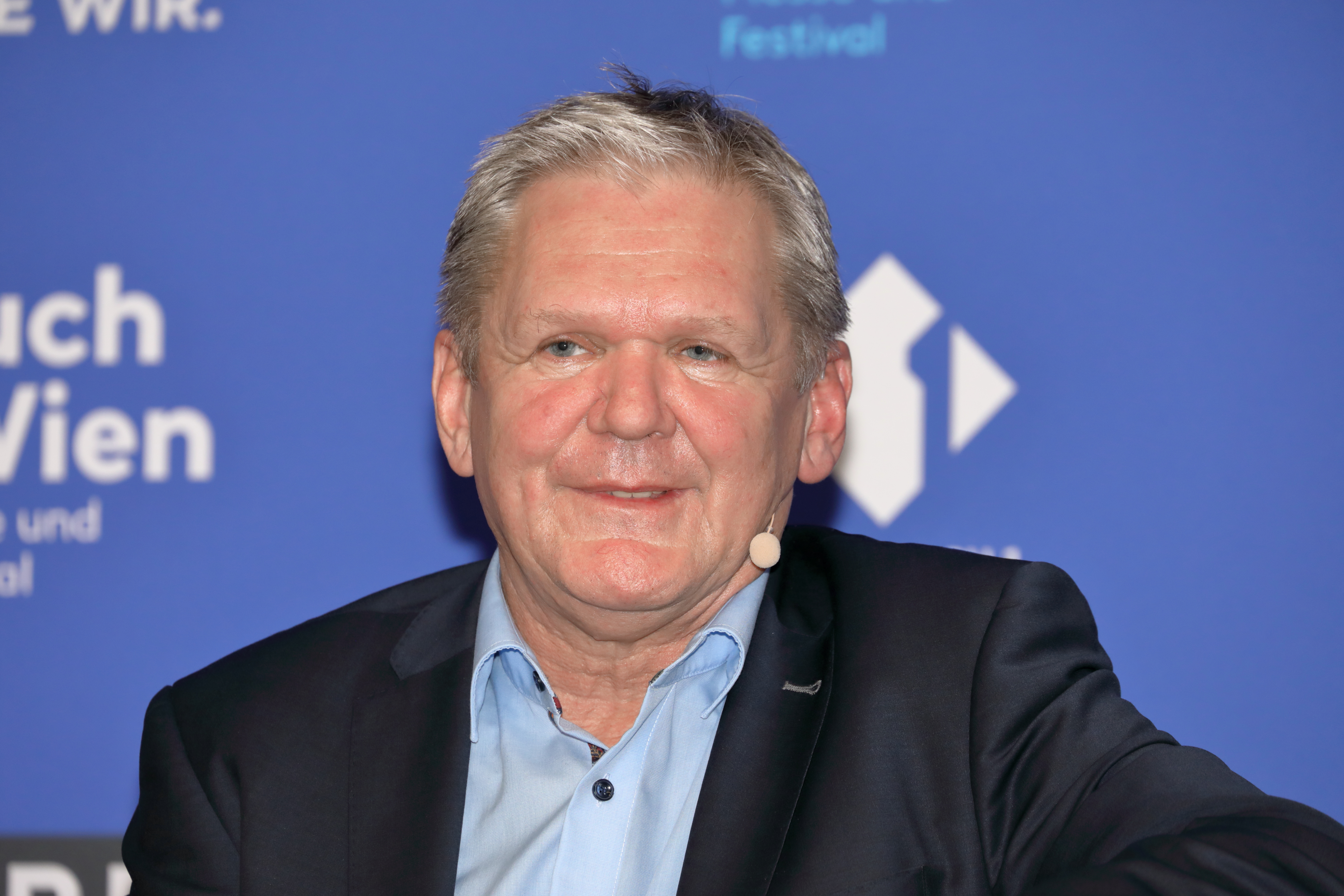
Günther Mayr (* 1966)

- Mayr, Gustav (1830–1908), österreichischer Lehrer, Käfersammler und Entomologe
- Mayr, Gustav (1872–1936), tschechoslowakischer Politiker (SdP)
- Mayr, Hans (1877–1918), österreichischer Architekt
- Mayr, Hans (1921–2009), deutscher Gewerkschafter, Politiker (SPD) und Vorsitzender der IG Metall
- Mayr, Hans (1928–2006), österreichischer Politiker (SPÖ), Landtagsabgeordneter, Abgeordneter zum Nationalrat
- Mayr, Hans (* 1960), österreichischer Politiker, Salzburger Landesrat
- Mayr, Heinrich (1854–1911), deutscher Botaniker
- Mayr, Heinrich Christian (* 1948), deutscher Informatiker, Hochschullehrer
- Mayr, Heinrich von (1806–1871), deutscher Landschaftsmaler
- Mayr, Heinz (* 1935), deutscher Geher
- Mayr, Herbert (1943–2015), italienischer Sportler und Politiker (SVP)
- Mayr, Herbert (* 1947), deutscher Chemiker
- Mayr, Herbert (* 1961), österreichischer Kontrabassist und Musikpädagoge
- Mayr, Hermann (* 1929), österreichischer Skilangläufer und Biathlet
- Mayr, Hirschl, kaiserlicher Hoffaktor
- Mayr, Hubert (1913–1945), österreichischer Sozialist und Widerstandskämpfer gegen den Faschismus und Nationalsozialismus
- Mayr, Ingemar (* 1975), niederländisch-österreichischer Skispringer
- Mayr, Ingobert (* 1965), österreichischer Politiker (SPÖ) und seit 2004 Bürgermeister von Roppen
- Mayr, Jakob (1894–1971), österreichischer Politiker (CS/ÖVP)
- Mayr, Jakob (1924–2010), österreichischer Geistlicher, Weihbischof in Salzburg
- Mayr, Johann (1923–2017), italienischer Theologe und römisch-katholischer Geistlicher (Südtirol)
- Mayr, Johann (* 1946), österreichischer Soziologe und HochschullehrerJohann Mayr (* 1946)

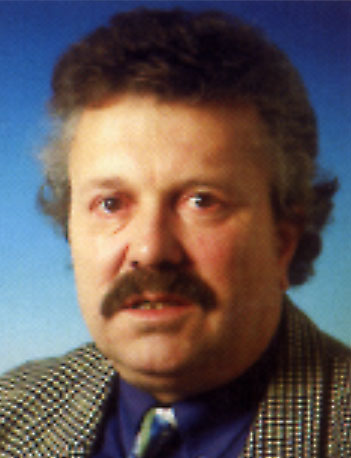
Johann Mayr (* 1946)

- Mayr, Johann Baptist (1681–1757), Theologe, Abt und Prälat
- Mayr, Johann Heinrich (1768–1838), Schweizer Färbereifabrikant und Publizist
- Mayr, Johann Jakob von (1677–1749), deutscher römisch-katholischer Geistlicher und Weihbischof in Augsburg
- Mayr, Johann Simon (1763–1845), deutscher Komponist und Musiklehrer
- Mayr, Johann Ulrich (1630–1704), deutscher Barockmaler
- Mayr, Johann von (1716–1759), Chef eines preußischen Freibataillons
- Mayr, Johannes (* 1948), österreichischer Psychologe und Hochschullehrer
- Mayr, Johannes (* 1963), deutscher Organist und Hochschullehrer
- Mayr, Johannes (* 1974), deutscher Hörspielregisseur, Autor und Musiker
- Mayr, Jörg (* 1970), deutscher Eishockeyspieler
- Mayr, Josef (1900–1957), Oberbürgermeister der Stadt Augsburg
- Mayr, Josef (* 1950), deutscher Kommunalpolitiker
- Mayr, Josef (* 1950), österreichischer Politiker (SPÖ), Abgeordneter zum Salzburger Landtag
- Mayr, Josef (* 1967), österreichischer Politiker (ÖVP), Landtagsabgeordneter
- Mayr, Josef Karl (1885–1960), österreichischer Historiker und Archivar
- Mayr, Josef Karl (1900–1979), österreichischer Beamter, Kammerfunktionär und Agrarfachmann
- Mayr, Juan (* 1952), kolumbianischer Fotograf, Umweltaktivist und Politiker
- Mayr, Julia (* 1991), italienische Tennisspielerin
- Mayr, Julius (1855–1935), deutscher Arzt, Alpenvereinsfunktionär und Schriftsteller
- Mayr, Julius K. (1888–1965), deutscher Dermatologe und Hochschullehrer
- Mayr, Karl (1883–1945), deutscher Politiker und Offizier
- Mayr, Karl (1936–2020), österreichischer Unternehmer und Gründer der FUSSL Modestraße
- Mayr, Karl Sigmund (1906–1978), deutscher Volkswirt und Politiker (CSU)
- Mayr, Klaus (* 1940), deutscher Skitrainer
- Mayr, Konrad († 1522), deutscher Geistlicher
- Mayr, Leodegar (1928–2013), deutscher Geigenbauer
- Mayr, Leopold (1808–1866), österreichischer Baumeister und Politiker, Landtagsabgeordneter
- Mayr, Lina (1848–1914), österreichisch-deutsche Operettensängerin (Sopran) und Theaterschauspielerin
- Mayr, Lucille-Mareen (* 1993), deutsche Schauspielerin, Sängerin und Musical-Darstellerin
- Mayr, Ludwig (1876–1948), deutscher Theaterschauspieler und Theaterregisseur
- Mayr, Lydia (* 1976), österreichische Skeletonsportlerin
- Mayr, Magdalena (* 1992), deutsche Fußballspielerin
- Mayr, Matthias (* 1981), österreichischer Freeride-Sportler und Sportwissenschafter
- Mayr, Matthias (* 1989), deutscher Eishockeyspieler
- Mayr, Max (1853–1916), deutscher Wasserbauingenieur
- Mayr, Max (1896–1985), deutscher Kommunalpolitiker (SPD) und Widerstandskämpfer gegen das NS-Regime
- Mayr, Max (1928–2012), österreichischer Journalist
- Mayr, Maximilian (1820–1883), Propst von Kloster Neustift
- Mayr, Mel (* 1986), österreichische Sängerin
- Mayr, Michael (1650–1725), österreichischer Barockbildhauer
- Mayr, Michael (1864–1922), österreichischer Historiker und Politiker (CSP), Abgeordneter zum Nationalrat
- Mayr, Michael (* 1984), österreichischer Eishockeyspieler
- Mayr, Michael (* 1988), österreichischer Judoka
- Mayr, Miguel (* 2004), österreichischer Fußballspieler
- Mayr, Nik (* 1982), deutscher Schauspieler, Regisseur und Theaterleiter
- Mayr, Otto (1884–1952), österreichischer Politiker (CSP), Abgeordneter zum Nationalrat
- Mayr, Otto (1887–1977), österreichischer Musikmäzen und Rechtsanwalt
- Mayr, Otto (1930–2025), deutscher Technikhistoriker
- Mayr, Paulinus (1628–1685), Fürstbischof von Brixen (1678–1685)
- Mayr, Peter (1767–1810), Tiroler Freiheitskämpfer
- Mayr, Philipp Benitius (1760–1826), österreichischer katholischer Theologe der Tiroler Provinz des Servitenordens
- Mayr, Richard (1877–1935), österreichischer Tenor der Klassischen Musik
- Mayr, Roland (* 1984), deutscher Eishockeyspieler
- Mayr, Rolf (* 1964), deutscher Basketballspieler
- Mayr, Rosl (1896–1981), deutsche bayerische Volksschauspielerin
- Mayr, Rudolf (1910–1991), deutscher Pilot und Polarforscher
- Mayr, Rudolf Alexander (* 1956), österreichischer Extrembergsteiger, Unternehmer und Schriftsteller
- Mayr, Rupert (* 1948), österreichischer Lehrer, Imker, Sachbuchautor
- Mayr, Rupert Ignaz (1646–1712), deutscher Violinist, Komponist und Hofkapellmeister
- Mayr, Sepp (* 1935), italienischer Politiker (Südtirol)
- Mayr, Severin (* 1979), österreichischer Politiker (Die Grünen), Landtagsabgeordneter
- Mayr, Simon (* 1995), deutscher Eishockeyspieler
- Mayr, Stefan (* 1969), österreichischer Botaniker und Hochschullehrer
- Mayr, Stephanie (* 1965), deutsche Curlerin
- Mayr, Steve (* 1983), österreichischer Politiker (ÖVP), Abgeordneter zum Vorarlberger Landtag
- Mayr, Susanna († 1674), deutsche Barockmalerin, Kupferstecherin und Silhouettenschneiderin
- Mayr, Suzette (* 1967), kanadische Schriftstellerin
- Mayr, Thomas Maria (* 1955), deutscher Psychiater, Ethnologe, Dichter und Autor
- Mayr, Verena (* 1995), österreichische LeichtathletinVerena Mayr (* 1995)

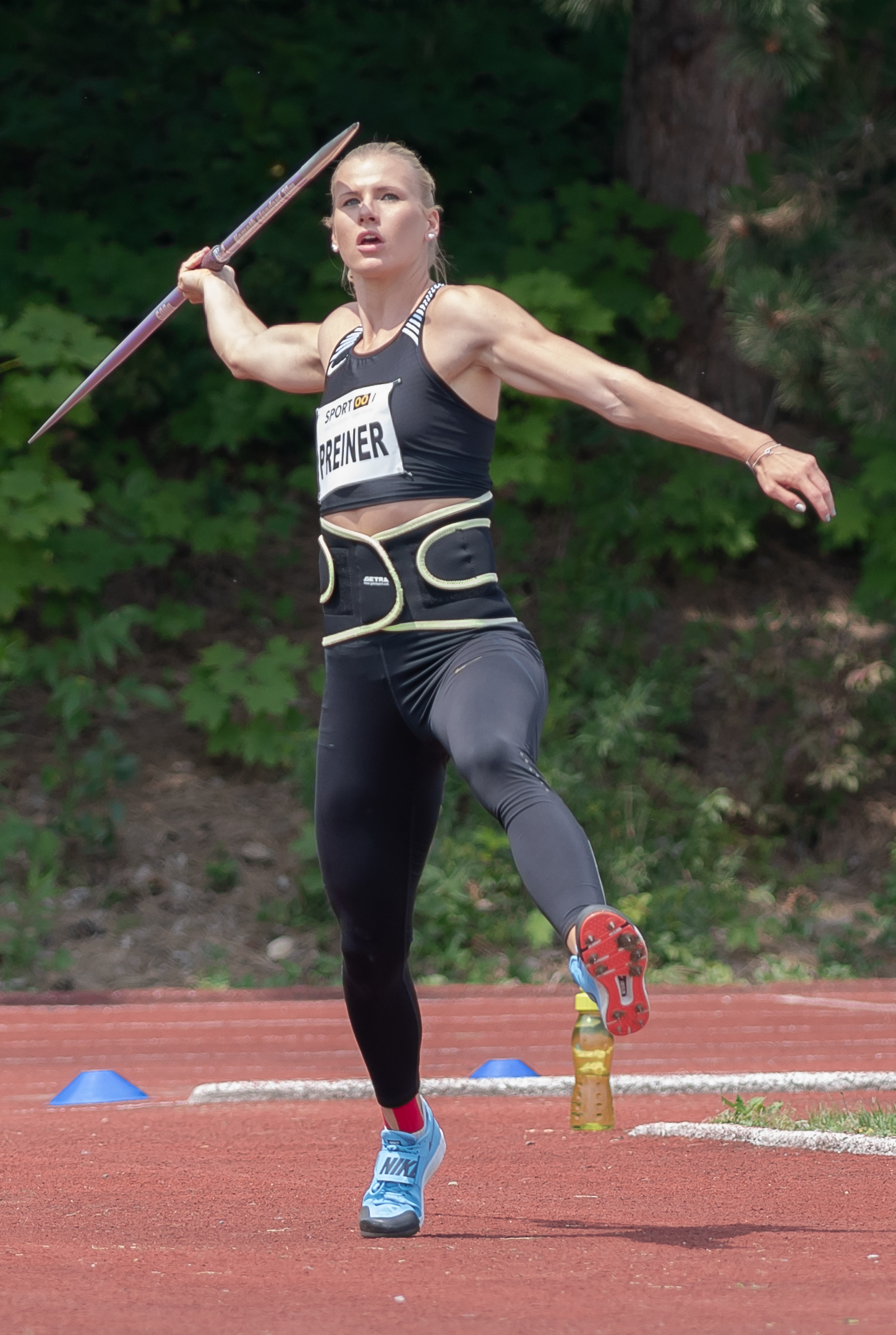
Verena Mayr (* 1995)

- Mayr, Walter (* 1943), österreichischer Politiker (ÖVP), Mitglied im Österreichischen Bundesrat
- Mayr, Walter J. (* 1943), österreichischer Politiker (ÖVP)
- Mayr, Wolfgang (* 1944), österreichischer Journalist
- Mayr, Yannick (* 1996), österreichischer American-Football-Spieler
- Mayr-Achleitner, Patricia (* 1986), österreichische Tennisspielerin
- Mayr-Falkenberg, Ludwig (1893–1962), deutscher Diplomat und Verwaltungsbeamter (Landrat)
- Mayr-Fälten, Luca (* 1996), österreichisch-schwedischer Fußballspieler
- Mayr-Fälten, Robin (* 2001), österreichischer Fußballspieler
- Mayr-Graetz, Carl (1850–1929), österreichisch-deutscher Genremaler
- Mayr-Harting, Henry (* 1936), britischer Historiker
- Mayr-Harting, Robert (1874–1948), österreichischer und tschechoslowakischer Rechtswissenschaftler und Politiker
- Mayr-Harting, Thomas (* 1954), österreichischer Diplomat und Vertreter im Weltsicherheitsrat
- Mayr-Krifka, Karin (* 1971), österreichische Sprinterin
- Mayr-Lumetzberger, Christine (* 1956), österreichische Vagantenbischöfin
- Mayr-Melnhof, Friedrich (1924–2020), österreichischer Politiker (ÖVP), Landesrat
- Mayr-Melnhof, Maximilian (* 1970), österreichischer Unternehmer
- Mayr-Melnhof, Nikolaus (* 1978), österreichischer Automobilrennfahrer
- Mayr-Nusser, Josef (1910–1945), italienisches Opfer des Nationalsozialismus, Märtyrer und Seliger der katholischen Kirche
- Mayr-Stihl, Eva (1935–2022), deutsche Unternehmerin

### Mayra
- Mayra Verónica (* 1980), kubanisches Model und Popsängerin
- Mayran, Camille (1889–1989), französische Schriftstellerin und Übersetzerin
- Mayrand, Léon (1905–1975), kanadischer Botschafter
- Mayrant, William (1765–1832), US-amerikanischer Politiker

### Mayrb
- Mayrberger, Kerstin (* 1977), deutsche Erziehungswissenschaftlerin und Medienpädagogin

### Mayre
- Mayreder, Julius (1860–1911), österreichischer Architekt
- Mayreder, Karl (1856–1935), österreichischer Architekt
- Mayreder, Rosa (1858–1938), österreichische FrauenrechtlerinRosa Mayreder (1858–1938)

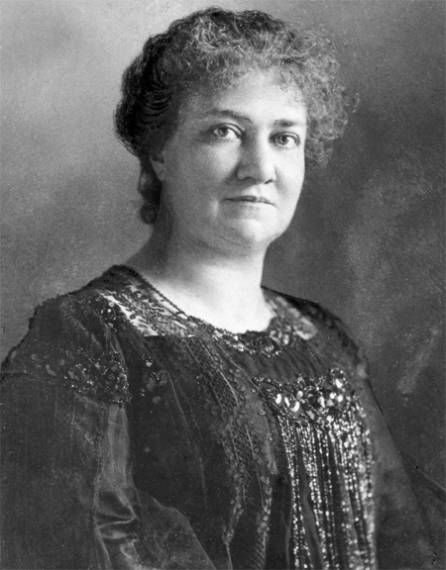
Rosa Mayreder (1858–1938)

- Mayregger, Otto (* 1962), österreichischer Rennrodler

### Mayrh
- Mayrhauser, Anna (* 1983), österreichische Journalistin
- Mayrhauser, Anton (1909–1992), österreichischer Politiker (SPÖ), Mitglied des Bundesrates
- Mayrhauser, Niklas (* 1993), österreichischer Eishockeyspieler
- Mayrhauser, Placidus (1671–1741), Abt
- Mayrhofer Barabbas, Claus (1943–2009), österreichischer Maler und Free-Jazz-Musiker
- Mayrhofer, Adolf von (1864–1929), deutscher Goldschmied
- Mayrhofer, Alois (1764–1842), österreichischer Politiker, Bürgermeister von St. Pölten
- Mayrhofer, Bernhard (1868–1938), österreichischer Mediziner und Medizinhistoriker
- Mayrhofer, Bernhard (* 1987), österreichischer römisch-katholischer Ordenspriester und Propst von Stift Vorau
- Mayrhofer, Elfriede (* 1958), österreichische Beamtin und Bezirkshauptmann
- Mayrhofer, Franz (1886–1962), österreichischer Landwirt und Politiker (CSP, VF, ÖVP), Landtagsabgeordneter, Abgeordneter zum Nationalrat
- Mayrhofer, Gregor (* 1987), deutscher Dirigent, Komponist und Pianist
- Mayrhofer, Hans (1876–1949), österreichischer Politiker (SPÖ), Landtagsabgeordneter, Abgeordneter zum Nationalrat
- Mayrhofer, Hermann (1901–1976), deutscher Maler und Graphiker
- Mayrhofer, Johann (1787–1836), österreichischer DichterJohann Mayrhofer (1787–1836)

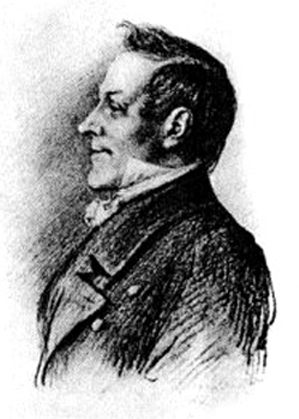
Johann Mayrhofer (1787–1836)

- Mayrhofer, Johann (* 1949), österreichischer Handbikesportler
- Mayrhofer, Johann Nepomuk (1764–1832), österreichischer Maler
- Mayrhofer, Johannes (1877–1949), deutscher Jesuit, Schriftsteller, Dramatiker, Dichter und Übersetzer
- Mayrhofer, Josef (1848–1930), österreichischer Chemiker
- Mayrhofer, Josef (1887–1939), oberösterreichischer Politiker (CSP/VF), Landtagsabgeordneter
- Mayrhofer, Karl (1837–1882), österreichischer Gynäkologe und Hochschullehrer
- Mayrhofer, Karl (1908–1987), österreichischer Rechner und Astronom
- Mayrhofer, Karl Wilhelm (1806–1853), österreichischer Arzt, Homöopath und Schriftsteller
- Mayrhofer, Katharina Bianca (* 1988), österreichische Theaterregisseurin
- Mayrhofer, Ludwig (1862–1956), österreichischer Orgelbauer
- Mayrhofer, Manfred (1926–2011), österreichischer Indogermanist
- Mayrhofer, Manfred (* 1944), österreichischer Dirigent
- Mayrhofer, Maria (* 1987), österreichische Politikwissenschaftlerin, Gründerin der Organisation #aufstehn
- Mayrhofer, Marius (* 2000), deutscher RadrennfahrerMarius Mayrhofer (* 2000)

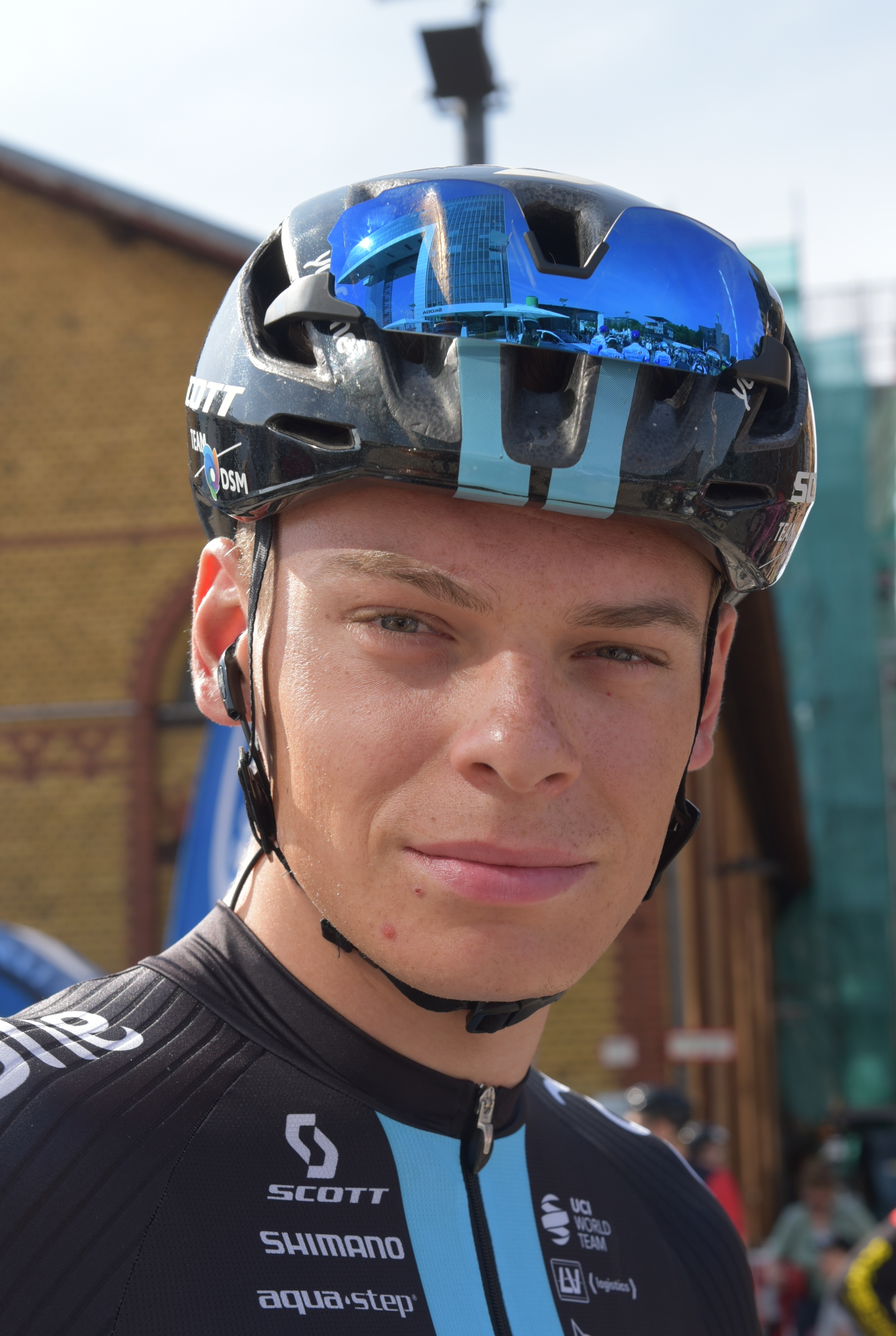
Marius Mayrhofer (* 2000)

- Mayrhofer, Max (1825–1895), österreichischer Fabrikant
- Mayrhofer, Meinrad (1958–2022), österreichischer Bildhauer und Maler
- Mayrhofer, Michael (* 1975), österreichischer Jurist und Hochschullehrer
- Mayrhofer, Otto (1920–2024), österreichischer Anästhesist und Hochschullehrer an der Universität Wien
- Mayrhofer, Paul (* 1972), österreichischer Werkstoffwissenschafter und Assoziierter Professor an der Montanuniversität Leoben
- Mayrhofer, Sebastian Josef (1784–1864), Tiroler Freiheitskämpfer und Jurist
- Mayrhofer, Wilhelm (1923–1996), österreichischer Bahnangestellter und Politiker (SPÖ)
- Mayrhofer, Wolfgang (* 1958), österreichischer Segler
- Mayrhuber, Sepp (1904–1989), österreichischer Maler
- Mayrhuber, Wolfgang (1947–2018), österreichischer Manager

### Mayri
- Mayring, Lothar Philipp (1905–1980), deutscher Schriftsteller und Publizist
- Mayring, Philipp A. E. (* 1952), deutscher Psychologe, Soziologe und Pädagoge
- Mayring, Philipp Lothar (1879–1948), deutscher Schauspieler, Regisseur und Drehbuchautor
- Mayrisch, Emil (1862–1928), luxemburgischer Stahlindustrieller und Präsident des Direktoriums der ARBED

### Mayrl
- Mayrl, Lizzy (* 1962), österreichische bildende Künstlerin
- Mayrleb, Christian (* 1972), österreichischer Fußballspieler und -trainer

### Mayro
- Mayrobnig, Dominik (* 1997), österreichischer Floorballspieler
- Mayrock, Martin (1884–1944), deutscher römisch-katholischer Kommunalpolitiker und Märtyrer
- Mayröcker, Friederike (1924–2021), österreichische SchriftstellerinFriederike Mayröcker (1924–2021)

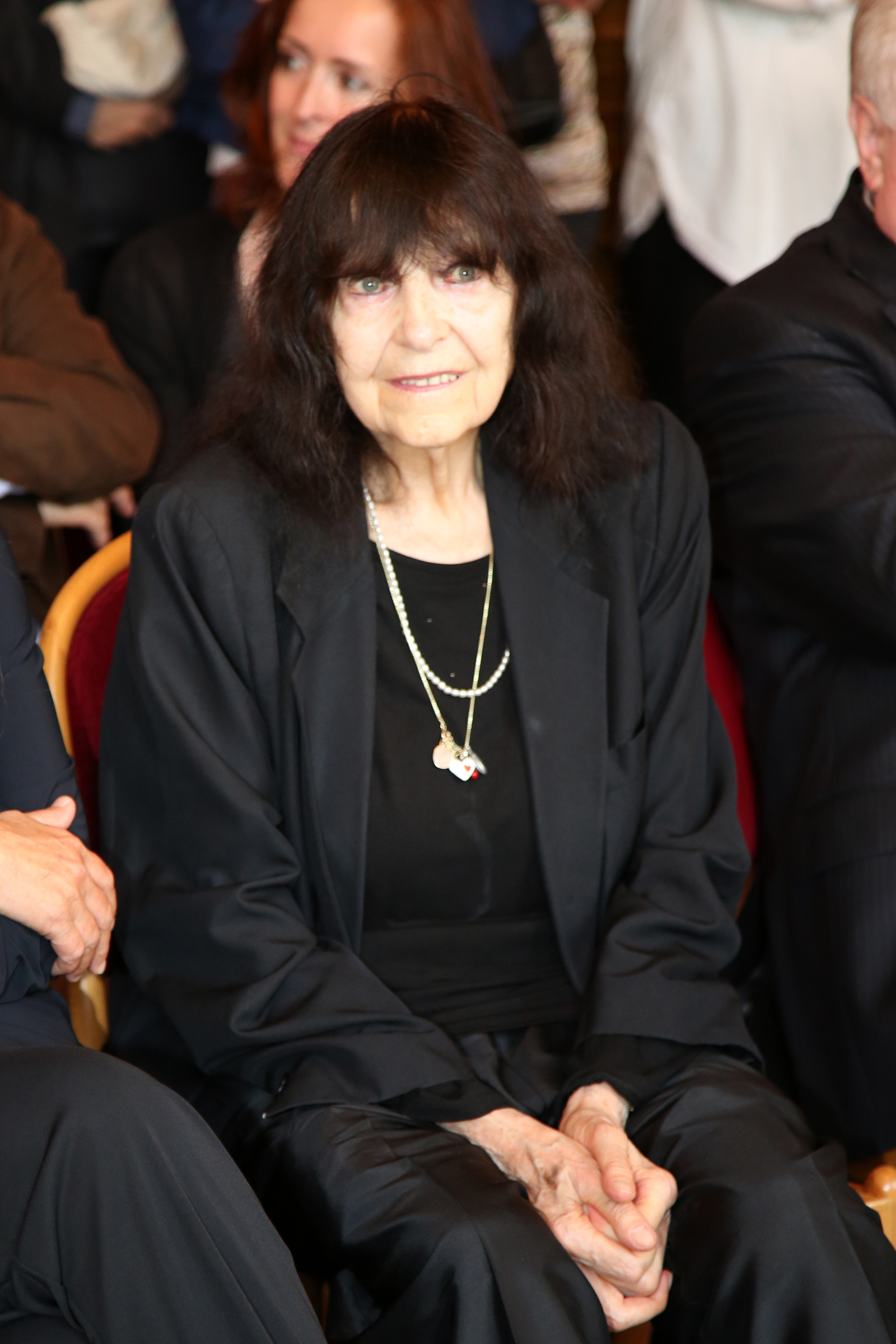
Friederike Mayröcker (1924–2021)

- Mayron, Melanie (* 1952), US-amerikanische Schauspielerin

### Mayrp
- Mayrpeter, Thomas (* 1992), österreichischer Skirennläufer

### Mayrs
- Mayrshofer, Max (1875–1950), deutscher Maler und Grafiker

### Mayrz
- Mayrzedt, Hans (* 1942), österreichischer Ökonom